# Mia Hamm
Mariel Margaret Garciaparra (n. 17 martie 1972, Selma, Alabama, SUA), mai bine cunoscută ca Mia Hamm, este o fostă jucătoare de fotbal americancă. Jucând pentru mulți ani ca atacant pentru SUA, a înscris cele mai multe goluri la nivel internațional decât orice alt jucător, bărbat sau femeie, în istoria fotbalului (158).
Mariel Margaret Hamm s-a născut în Selma, Alabama. Tatăl ei a servit în armată iar familia lui Hamm s-a mutat frecvent în timp ce ea creștea. Când Hamm a devenit adolescentă, abilitățile de fotbal ei au atras atenția antrenorilor echipei naționale a Statelor Unite. La vârsta de 15 ani, ea a devenit cel mai tânăr jucător care a câștigat un loc în echipa națională. Rămânând în același timp un membru al echipei naționale, Hamm a urmat Universitatea din Carolina de Nord la Chapel Hill. Ea a fost un timp de trei All-American și a ajutat la câștigarea a patru campionate consecutive naționale (1990-1993).
În 1991 Hamm și echipa națională a SUA a jucat în primul Campionat Mondial de Fotbal Feminin, care a avut loc în China. Hamm, cel mai tânăr membru al echipei (19 ani), a început cinci din șase jocuri și a marcat două goluri iar Statele Unite a câștigat titlul. În 1995 la Cupa Mondială Hamm a marcat două goluri pentru a ajuta echipa americană să termine pe 3. Ea a fost, de asemenea, un membru cheie al echipei sale atunci când SUA a câștigat medalia de aur la Jocurile Olimpice de vară din 1996 în Atlanta, Georgia.
Campionatul Mondial la feminin din 1999 a avut loc în Statele Unite, iar echipa SUA a fost considerată unul dintre favorite pentru a câștiga. Meciul dintre Statele Unite și China a fost decisă de lovituri de pedeapsă, după un meci echilibrat în timpul regulamentar și în prelungiri. Hamm a transformat lovitura de pedeapsă și a ajutat la triumful Statelor Unite ale Americii. Meciul a fost jucat la Rose Bowl din Pasadena, California, în fața a peste 90.000 de oameni, cea mai mare mulțime adunată vreodată pentru a participa la un eveniment sportiv al femeilor de până la acel moment.
După triumful la Cupa Mondială, Hamm a fost unul dintre jucătorii-cheie care a semnat cu noua ligă feminină profesionistă. United Fotbal Women's Association (WUSA) a început în anul 2001 cu echipe din opt orașe din SUA. Hamm a fost repartizat la Washington (DC) Libertatea. După ce s-a luptat cu leziuni în 2002, ea a revenit în luptă pentru titlul de golgheter și și-a condus echipa spre titlu în anul 2003. După sezonul din 2003, Liga a anunțat: campionatul se întrerupe din cauza pierderilor financiare.
Pe plan internațional, Hamm a fost numită de FIFA (Federația Internațională de Fotbal) jucătorul mondial al anului, sportului de top de atribuire individuală atât în 2001 cât și în 2002, fiind aleasă și printre singurele 2 femei din FIFA 100. La Cupa Mondială din 2003, Hamm a marcat două goluri pentru echipa SUA și a fost selectată în echipa turneului, dar Statele Unite a pierdut cu Germania în semifinale și a ocupat locul al treilea.
În 2004, la Jocurile Olimpice de la Atena, Grecia, Hamm a ajutat echipa să câștige medalia de aur pentru a doua oară. Ea a fost apoi selectată pentru a purta steagul american în timpul ceremoniei de închidere a Jocurilor, primul jucător de fotbal ales pentru această onoare. Hamm s-a retras din echipa națională la sfârșitul anului 2004. În 17 ani de carieră ea a reușit să marcheze 158 goluri în partidele internaționale, record ce a rămas și în ziua de azi.
Succesul lui Hamm i-a adus multe beneficii: ea a devenit ambasador al fotbalului feminin și a apărut în diverse spoturi publicitare. În 1999, ea a anunțat crearea Fundației Mia Hamm. Fundația sprijină programul de sport pentru femei tinere și ridică fonduri pentru lupta împotriva bolilor măduvei osoase, boala de care a murit fratele ei mai mare, Garrett, în 1997.